# Мария Каролина Тосканская
Мария Каролина Августа Елизавета Винцентия Иоганна Йозефа Тосканская (нем. Maria Carolina Augusta Elisabetha Vincentia Johanna Josepha; 19 ноября 1822, Флоренция — 5 октября 1841, Флоренция) — старшая дочь великого герцога Леопольда II Тосканского и великой герцогини Марии Анны Саксонской.
Родилась во флорентийском дворце Питти у наследного принца Тосканы Леопольда, в 1824 году занявшего Тосканский престол. После смерти матери в 1832 году воспитывалась вдовой своего деда великой герцогиней Марией Фердинандой Саксонской. В 1839 году награждена австрийским Благороднейшим орденом Звёздного креста.
Умерла после тяжёлой болезни. Похороны состоялись в церкви Санта-Феличита во Флоренции, придворной церкви Великого герцогства Тосканского. По случаю смерти принцессы было опубликовано отдельным изданием траурное стихотворение Джузеппе Паньи, написанное от лица скорбящего отца.
Портрет принцессы был написан в 1840 году художником Гаспаре Мартеллини.